# Tachyporus nitidulus
Tachyporus nitidulus är en skalbaggsart som först beskrevs av Fabricius 1781.  Tachyporus nitidulus ingår i släktet Tachyporus, och familjen kortvingar. Arten är reproducerande i Sverige.